# Okamejei meerdervoortii
Okamejei meerdervoortii is een vissensoort uit de familie van de Rajidae. De wetenschappelijke naam van de soort is voor het eerst geldig gepubliceerd in 1860 door Bleeker.